# Gare de Lorient
Gare de Lorient vasútállomás Franciaországban, Lorient településen.

## Vasútvonalak
Az állomást az alábbi vasútvonalak érintik:
- Savenay–Landerneau-vasútvonal

## Kapcsolódó állomások
A vasútállomáshoz az alábbi állomások vannak a legközelebb:
- Gare de Gestel (Gare de Landerneau, Savenay–Landerneau-vasútvonal)
- Gare d’Hennebont (Gare de Savenay, Savenay–Landerneau-vasútvonal)